# لوبارا
لوبارا (بالإيطالية: Lupara)‏ هي كومونا في مقاطعة كمبباسة في منطقة مليزة الإيطالية، وتقع على بعد 25 كيلومتر (16 ميل) شمال كمبباسة.